# 2e Filipijns Congres
Het 2e Filipijns Congres was het parlement van de Filipijnen van 30 december 1949 tot 8 december 1953. Het Congres was in deze periode samengesteld uit een hogerhuis, de Senaat van de Filipijnen en een lagerhuis, het Filipijns Huis van Afgevaardigden. De termijn van het 2e Filipijns Congres viel samen met de eerste volledige ambtsperiode van president Elpidio Quirino.

## Leden

### Senaat
Op 8 november 1949 werden acht nieuwe senatoren gekozen. Samen met de acht senatoren uit het 1e Filipijns Congres met een doorlopende termijn vormden zij de Senaat gedurende het eerste deel van het 2e Filipijns Congres. Eind 1951 kwam aan de termijnen van de langstzittende senatoren een einde. Gedurende het tweede deel van het 2e Filipijns Congres werd de Senaat daarop gevormd door de acht senatoren die in 1949 waren gekozen en acht nieuwe senatoren die bij de verkiezingen van 13 november 1951 werden gekozen in de Senaat.
| Eerste en tweede sessie | Eerste en tweede sessie | Eerste en tweede sessie | Eerste en tweede sessie | Eerste en tweede sessie |
| Senator                 | Senator                 | Partij                  | Begin termijn           | Einde termijn           |
| ----------------------- | ----------------------- | ----------------------- | ----------------------- | ----------------------- |
|                         | Esteban Abada           | LP                      | 1949                    | 1955                    |
|                         | Melecio Arranz          | LP                      | 1946                    | 1951                    |
|                         | José Avelino            | LP                      | 1946                    | 1951                    |
|                         | Tomas Cabili            | LP                      | 1949                    | 1955                    |
|                         | Tomas Confesor          | NP                      | 1946                    | 1951                    |
|                         | Mariano Cuenco          | LP                      | 1946                    | 1951                    |
|                         | Pablo David             | LP                      | 1947                    | 1953                    |
|                         | Teodoro de Vera         | LP                      | 1949                    | 1955                    |
|                         | Vicente Francisco       | LP                      | 1946                    | 1951                    |
|                         | Carlos Garcia           | NP                      | 1946                    | 1951                    |
|                         | Vicente Madrigal        | LP                      | 1947                    | 1953                    |
|                         | Enrique Magalona        | LP                      | 1949                    | 1955                    |
|                         | Justiniano Montano      | LP                      | 1949                    | 1955                    |
|                         | Camilo Osias            | NP                      | 1947                    | 1953                    |
|                         | Quintin Paredes         | LP                      | 1949                    | 1955                    |
|                         | Geronima Pecson         | LP                      | 1947                    | 1953                    |
|                         | Macario Peralta jr.     | LP                      | 1949                    | 1955                    |
|                         | Eulogio Rodriguez sr.   | NP                      | 1947                    | 1953                    |
|                         | Vicente Sotto           | PF                      | 1946                    | 1951                    |
|                         | Lorenzo Sumulong        | LP                      | 1949                    | 1955                    |
|                         | Lorenzo Tañada          | LP                      | 1947                    | 1953                    |
|                         | Emiliano Tria Tirona    | LP                      | 1947                    | 1953                    |
|                         | Ramon Torres            | LP                      | 1946                    | 1951                    |
|                         | Vacant                  |                         | 1947                    | 1953                    |

| Derde en vierde sessie | Derde en vierde sessie | Derde en vierde sessie | Derde en vierde sessie | Derde en vierde sessie |
| Senator                | Senator                | Partij                 | Begin termijn          | Einde termijn          |
| ---------------------- | ---------------------- | ---------------------- | ---------------------- | ---------------------- |
|                        | Esteban Abada          | LP                     | 1949                   | 1955                   |
|                        | Manuel Briones         | NP                     | 1951                   | 1957                   |
|                        | Tomas Cabili           | LP                     | 1949                   | 1955                   |
|                        | Pablo David            | LP                     | 1947                   | 1953                   |
|                        | Francisco Delgado      | NP                     | 1951                   | 1957                   |
|                        | Carlos Garcia          | NP                     | 1951                   | 1957                   |
|                        | José Laurel            | NP                     | 1951                   | 1957                   |
|                        | Jose Locsin            | NP                     | 1951                   | 1957                   |
|                        | Vicente Madrigal       | LP                     | 1947                   | 1953                   |
|                        | Enrique Magalona       | LP                     | 1949                   | 1955                   |
|                        | Justiniano Montano     | LP                     | 1949                   | 1955                   |
|                        | Camilo Osias           | NP                     | 1947                   | 1953                   |
|                        | Quintin Paredes        | LP                     | 1949                   | 1955                   |
|                        | Geronima Pecson        | LP                     | 1947                   | 1953                   |
|                        | Macario Peralta jr.    | LP                     | 1949                   | 1955                   |
|                        | Cipriano Primicias sr. | NP                     | 1951                   | 1957                   |
|                        | Gil Puyat              | NP                     | 1951                   | 1957                   |
|                        | Claro Recto            | NP                     | 1949                   | 1955                   |
|                        | Eulogio Rodriguez sr.  | NP                     | 1947                   | 1953                   |
|                        | Lorenzo Sumulong       | LP                     | 1949                   | 1955                   |
|                        | Lorenzo Tañada         | LP                     | 1947                   | 1953                   |
|                        | Emiliano Tirona        | LP                     | 1947                   | 1953                   |
|                        | Felixberto Verano      | NP                     | 1951                   | 1953                   |
|                        | Jose Zulueta           | NP                     | 1951                   | 1957                   |

### Huis van Afgevaardigden
De termijn van alle leden van het Huis van Afgevaardigden van het 2e Congres van de Filipijnen begon in 1949 en eindigde in 1953.
| Provincie/stad     | District | Afgevaardigde                |
| ------------------ | -------- | ---------------------------- |
| Abra               | Lone     | Virgilio Valera              |
| Agusan             | Lone     | Marcos M. Calo               |
| Albay              | 1e       | Lorenzo P. Ziga              |
| Albay              | 2e       | Justino Nuyda                |
| Albay              | 3e       | Pio Duran                    |
| Antique            | Lone     | Tobias Fornier               |
| Bataan             | Lone     | Medina Lacson De Leon        |
| Batanes            | Lone     | Jorge A. Abad                |
| Batangas           | 1e       | Apolinario R. Apacible       |
| Batangas           | 2e       | Numeriano U. Babao           |
| Batangas           | 3e       | José B. Laurel, Jr.          |
| Bohol              | 1e       | Luis T. Clarin               |
| Bohol              | 2e       | Simeon G. Toribio            |
| Bohol              | 3e       | Esteban Bernido              |
| Bukidnon           | Lone     | Cesar M. Fortich             |
| Bulacan            | 1e       | Florante C. Roque            |
| Bulacan            | 1e       | Erasmo Cruz                  |
| Bulacan            | 2e       | Alejo S. Santos              |
| Cagayan            | 1e       | Domingo S. Siazon            |
| Cagayan            | 2e       | Paulino A. Alonzo            |
| Camarines Norte    | Lone     | Esmeraldo Eco                |
| Camarines Sur      | 1e       | Emilio M. Tible              |
| Camarines Sur      | 2e       | Edmundo B. Cea               |
| Capiz              | 1e       | Ramon A. Arnaldo             |
| Capiz              | 2e       | Cornelio T. Villareal        |
| Capiz              | 3rd      | Godofredo P. Ramos           |
| Catanduanes        | Lone     | Severiano P. De Leon         |
| Cavite             | Lone     | Manuel S. Rojas              |
| Cebu               | 1e       | Ramon M. Durano              |
| Cebu               | 2e       | Leandro A. Tojong            |
| Cebu               | 2e       | Vicente Logarta              |
| Cebu               | 3e       | Primitivo Sato               |
| Cebu               | 4e       | Filomeno C. Kintanar         |
| Cebu               | 5e       | Miguel Cuenco                |
| Cebu               | 6e       | Manuel A. Zosa               |
| Cebu               | 7e       | Nicolas G. Escario           |
| Cotabato           | Lone     | Datu Blah T. Sinsuat         |
| Davao              | Lone     | Ismael L. Veloso             |
| Ilocos Norte       | 1e       | Antonio V. Raquiza           |
| Ilocos Norte       | 2e       | Ferdinand E. Marcos          |
| Ilocos Sur         | 1e       | Floro Crisologo              |
| Ilocos Sur         | 2e       | Ricardo Gacula               |
| Iloilo             | 1e       | Jose C. Zulueta              |
| Iloilo             | 2e       | Pascual Espinosa             |
| Iloilo             | 3e       | Patricio V. Confesor         |
| Iloilo             | 4e       | Ricardo Yap Ladrido          |
| Iloilo             | 5e       | Jose M. Aldeguer             |
| Isabela            | Lone     | Samuel Formoso Reyes         |
| La Union           | 1e       | Miguel Rilloraza, Jr.        |
| La Union           | 2e       | Manuel T. Cases              |
| Laguna             | 1e       | Manuel Concordia             |
| Laguna             | 2e       | Juan A. Baes                 |
| Laguna             | 2e       | Estanislao A. Fernandez, Jr. |
| Lanao              | Lone     | Mohamad Ali B. Dimaporo      |
| Leyte              | 1e       | Mateo Canonoy                |
| Leyte              | 2e       | Domingo Veloso               |
| Leyte              | 3e       | Francisco M. Pajao           |
| Leyte              | 4e       | Daniel Z. Romualdez          |
| Leyte              | 5e       | Atilano R. Cinco             |
| Manilla            | 1e       | Engracio Clemeña             |
| Manilla            | 2e       | Arsenio Lacson               |
| Manilla            | 3e       | Arturo Tolentino             |
| Manilla            | 4e       | Hermenegildo Atienza         |
| Manilla            | 4e       | Gavino Viola Fernando        |
| Marinduque         | Lone     | Panfilo M. Manguera          |
| Masbate            | Lone     | Emilio B. Espinosa           |
| Misamis Occidental | Lone     | Porfirio G. Villarin         |
| Misamis Oriental   | Lone     | Emmanuel N. Pelaez           |
| Mountain Province  | 1e       | Antonio Canao                |
| Mountain Province  | 2e       | Dennis Molintas              |
| Mountain Province  | 2e       | Ramon P. Mitra               |
| Mountain Province  | 3e       | Gabriel Dunuan               |
| Negros Occidental  | 1e       | Francisco Ferrer             |
| Negros Occidental  | 2e       | Carlos Hilado                |
| Negros Occidental  | 3e       | Augurio M. Abeto             |
| Negros Oriental    | 1e       | Pedro A. Bandoquillo         |
| Negros Oriental    | 2e       | Enrique Medina               |
| Nueva Ecija        | 1e       | Jose O. Corpus               |
| Nueva Ecija        | 2e       | Jesus Ilagan                 |
| Nueva Vizcaya      | Lone     | Leon Cabarroguis             |
| Occidental Mindoro | Lone     | Jesus V. Abeleda             |
| Oriental Mindoro   | Lone     | Raúl T. Leuterio             |
| Palawan            | Lone     | Gaudencio E. Abordo          |
| Palawan            | Lone     | Sofronio Española            |
| Pampanga           | 1e       | Diosdado Macapagal           |
| Pampanga           | 2e       | Artemio Macalino             |
| Pangasinan         | 1e       | Sulpicio R. Soriano          |
| Pangasinan         | 2e       | Eugenio Pérez                |
| Pangasinan         | 3e       | Jose L. De Guzman            |
| Pangasinan         | 4e       | Amadeo J. Perez              |
| Pangasinan         | 5e       | Cipriano S. Allas            |
| Quezon             | 1e       | Narciso H. Umali             |
| Quezon             | 2e       | Gaudencio V. Vera            |
| Rizal              | 1e       | Eulogio Rodriguez, Jr.       |
| Rizal              | 2e       | Emilio de la Paz             |
| Rizal              | 2e       | Isaias R. Salonga            |
| Romblon            | Lone     | Florencio Moreno             |
| Samar              | 1e       | Agripino Escareal            |
| Samar              | 2e       | Tito V. Tizon                |
| Samar              | 3e       | Gregorio B. Abogado          |
| Sorsogon           | 1e       | Modesto Galias               |
| Sorsogon           | 2e       | Tomas Clemente               |
| Sulu               | Lone     | H. Gulamu Rasul              |
| Sulu               | Lone     | Ombra Amilbangsa             |
| Surigao            | Lone     | Felixberto Verano            |
| Tarlac             | 1e       | Jose J. Roy                  |
| Tarlac             | 2e       | Jose Y. Feliciano            |
| Zambales           | Lone     | Ramon Magsaysay              |
| Zambales           | Lone     |                              |
| Zamboanga          | Lone     | Roseller T. Lim              |